# عنبر

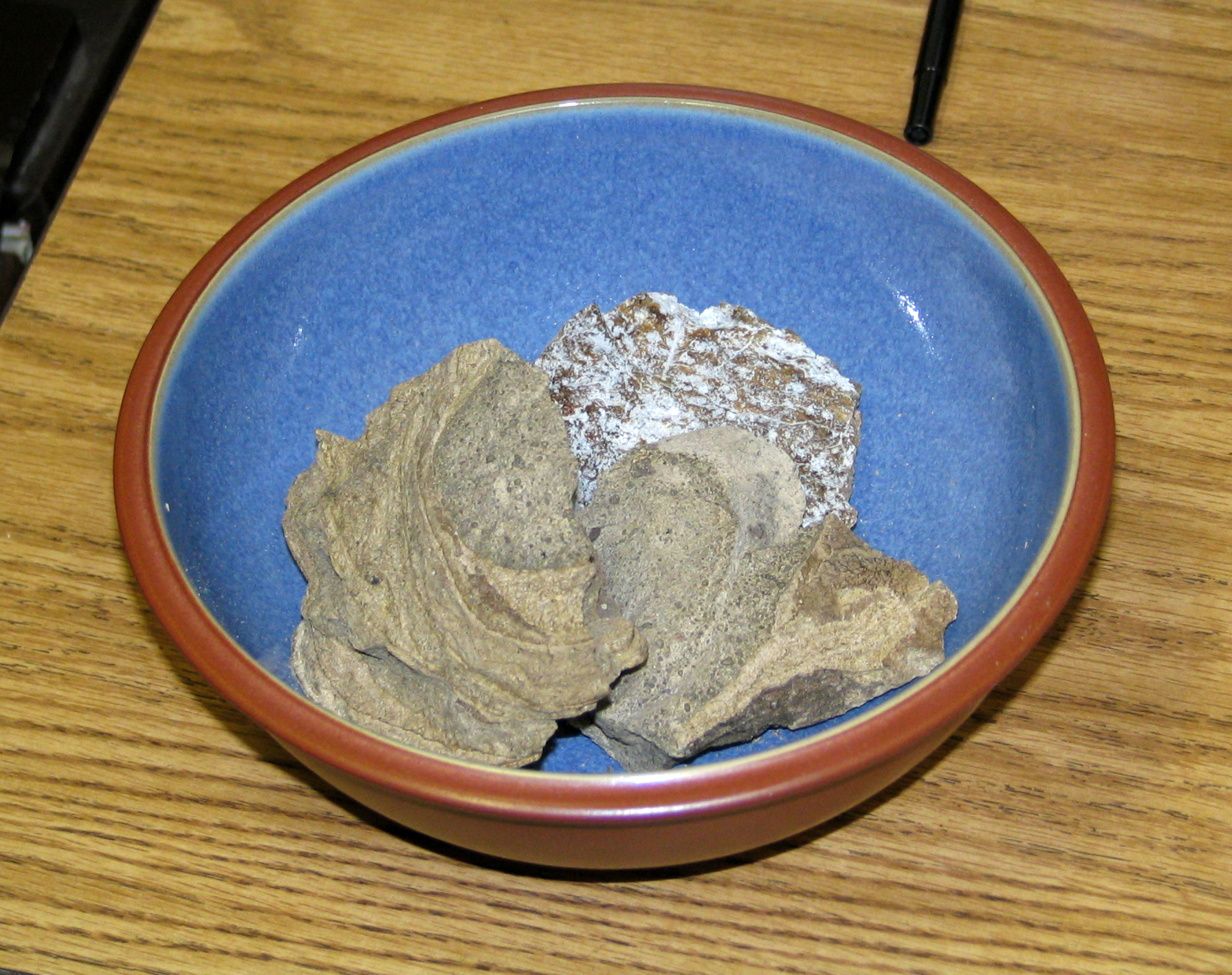

عنبر یا به فارسی شاه‌بوی، ماده‌ای مومی است که از نهنگ عنبر به دست می‌آید. در گذشته بیشتر در عطرسازی به کار می‌رفت.
عنبر در دستگاه گوارش نهنگ عنبر ساخته می‌شود و از راه مخرج یا دهان این جانور دفع می‌شود. قطعه‌های عنبر دفع شده روی آب دریا یا در ساحل به دست می‌آید.

## موارد استفاده
عنبر سائل بیشتر به دلیل اینکه تا حد زیادی مانند مشک در تولید عطر و رایحه به کار می‌رود شناخته شده‌است. هنوز هم می‌توان عطرهایی را یافت که عنبر سائل در آنها به کار رفته‌است. در طول تاریخ از عنبر سائل در غذا و نوشیدنی استفاده شده‌است. طبق روایت‌ها، خوراک تخم مرغ و عنبر سائل، غذای مورد علاقه شاه چارلز دوم انگلستان بوده‌است.
در قرن ۱۸ در اروپا از آن به عنوان طعم دهنده قهوه ترک و هات چاکلت استفاده شده‌است. در برخی فرهنگها این ماده به عنوان یک داروی مقوی جنسی شناخته می‌شود.
مصریان باستان عنبر سائل را به عنوان بخور می‌سوزاندند، در حالی که در مصر امروزی از عنبر سائل برای معطر کردن سیگار استفاده می‌شود. چینی‌های باستان به این ماده «عطر تف اژدها» می‌گفتند.
در دوران مرگ سیاه در اروپا، مردم بر این باور بودند که همراه داشتن یک گلوله عنبر سائل می‌تواند از ابتلای آنها به طاعون جلوگیری کند. دلیل آن این بود که عطر، بوی هوا را که به باور مردم عامل طاعون بود می‌پوشاند.

## عنبر در ادبیات
در ادبیات فارسی استفاده از واژهٔ عنبر بسیار زیاد است. سعدی شیرازی در بیتی از یکی از غزل‌های خود به شکل تلویحی به عنبر اشاره کرده‌است:
| گوهر قیمتی از کام نهنگان آرند |  | هر که او را غم جان است به دریا نرود |

یا در جای دیگری:
| باد آمد و بوی عنبر آورد |  | بادام شکوفه بر سر آورد |

مولوی:
| مشک و عنبر گر ز مشک زلف یارم بو کند |  | بوی خود را واهلد در حال و زلفش بو کند |

انوری:
| بر مه از عنبر عذار آورده‌ای |  | بر پرند از مشک مار آورده‌ای |

حافظ:
| چو برشکست صبا زلف عنبرافشانش |  | به هر شکسته که پیوست تازه شد جان |

خاقانی:
| خطی بر سوسن از عنبر کشیدی |  | سر خورشید در چنبر کشیدی |

خواجوی کرمانی:
| چون طره عنبرشکنش در شکن افتد |  | از سنبل تر سلسله بر نسترن افتد |